# David Mathers
David Cochrane Mathers, né le 23 octobre 1931 à Glasgow en Écosse, est un footballeur international écossais, qui évoluait au poste de milieu de terrain.

## Biographie

### Carrière en club
Avec le club de Partick Thistle, il remporte quatre Glasgow Cup et joue trois finales (toutes perdues) de Coupes de la Ligue écossaise.
Au total, il dispute 178 matchs en première division écossaise, inscrivant six buts dans ce championnat.

### Carrière en sélection
Avec l'équipe d'Écosse, il reçoit une seule sélection, le 25 mai 1954 lors d'un match amical contre la Finlande. 
Il est retenu par le sélectionneur Andy Beattie pour disputer la Coupe du monde de 1954 organisée en Suisse. Il ne joue toutefois aucun match lors de ce mondial.

## Palmarès
Partick Thistle
- Coupe de la Ligue écossaise :
  - Finaliste : 1954, 1957 et 1959.

- Glasgow Cup (4) :
  - Vainqueur : 1951, 1953, 1955 et 1961.